# Violet Evergarden: The Movie
Violet Evergarden the Movie  (劇場版ヴァイオレットエヴァーガーデン Gekijouban Vaioretto Evāgāden?) es una película de anime japonesa dirigida por Taichi Ishidate, basada en la serie de novelas ligeras y en el anime Violet Evergarden de Kana Akatsuki, producida por 20th Century Studios, TSG Entertainment y Kyoto Animation. Originalmente tenía una fecha de lanzamiento para el 24 de abril de 2020, pero luego se retrasó debido a la pandemia de COVID-19. Se estrenó en Japón el 18 de septiembre de 2020 y Mexico el 1 de abril de 2021. Es el final de la serie de anime. Y también es última película producida por Animation Do antes de ser fusionada con Kyoto Animation. En su estreno en Japón fue dedicada en memoria de las víctimas del Ataque incendiario contra Kyoto Animation, ocurrido el 18 y 19 de julio de 2019.

## Trama
El nombre de la niña que escribe en nombre de los demás es "Violet Evergarden".
Han pasado varios años desde el final de la guerra que había herido profundamente a personas.
El mundo está recuperando gradualmente su paz, la vida cambia con el desarrollo de nuevas tecnologías y las personas avanzan.
Mientras mantiene sus sentimientos por su persona importante, Violet Evergarden intenta vivir en este mundo sin esa persona.
Un día, se encuentra una carta ...

## Actores de voz
| Personaje         | Actor de voz original Japón |
| ----------------- | --------------------------- |
| Violet Evergarden | Yui Ishikawa                |

|Gilbert Bougainvillea
|Daisuke Namikawa
|-
|}

## Producción
Kyoto Animation anunció que está trabajando una segunda película de anime titulada Violet Evergarden: The Movie, el cual está originalmente programado para estrenarse en cines de Japón en verano de 2021.

## Estreno
La película se estrenó en cines de Japón el 18 de septiembre de 2020 por Shochiku. En México el estreno se realizó el 1 de abril de 2021, distribuido en Hispanoamérica por Walt Disney Studios Motion Pictures y Konnichiwa! Distribución de Cine y Animación Japonesa.

## Premios y nominaciones
La película recibió el Gran Premio en los Premios de Entretenimiento Digital de Kioto, premios auspiciados por el gobierno de la prefectura de Kioto, ganó también el premio a la categoría cine en los Tokyo Anime Awards, en los mismos premios resultó ganadora la directora de arte Mikiko Watanabe, de forma póstuma, debido a que resultó ser una de las víctimas fatales del ataque incendiario contra Kyoto Animation ocurrido en julio de 2019, también ganó el premio a mejor guion a Reiko Yoshida.
Obtuvo el premio de excelencia en los Premios del Festival de Artes Visuales de Japón del Ministerio de Asuntos Culturales del Gobierno de Japón.
Resultó nominada en la categoría película de animación en los Premios de la Academia Japonesa, perdiendo ante Kimetsu no Yaiba: Mugen Ressha-hen. Ambas películas compartieron el premio a la mejor película animada en los Premios de cine de Mainichi.